# Опорово (Лещинський повіт)
Опорово (пол. Oporowo) — село в Польщі, у гміні Кшеменево Лещинського повіту Великопольського воєводства.
Населення — 330 осіб (2011).

## Демографія
Демографічна структура станом на 31 березня 2011 року:
|          | Загалом | Допрацездатний вік | Працездатний вік | Постпрацездатний вік |
| -------- | ------- | ------------------ | ---------------- | -------------------- |
| Чоловіки | 162     | 31                 | 115              | 16                   |
| Жінки    | 168     | 30                 | 102              | 36                   |
| Разом    | 330     | 61                 | 217              | 52                   |